# Große Röder
Große Röder este o arie protejată (sit de importanță comunitară — SCI) din Germania întinsă pe o suprafață de 136,89 ha, integral pe uscat.

## Localizare
Centrul sitului Große Röder este situat la coordonatele 51°27′12″N 13°27′17″E / 51.4533°N 13.4547°E.

## Înființare
Situl Große Röder a fost declarat sit de importanță comunitară în septembrie 2000 pentru a proteja 5 specii de animale.

## Biodiversitate
Situată în ecoregiunea continentală, aria protejată conține 3 habitate naturale: Lacuri eutrofice naturale cu vegetație de tip Magnopotamion sau Hydrocharition, Liziere de ierburi înalte hidrofile de câmpie și de nivel montan până la alpin, Păduri aluvionare cu Alnus glutinosa și Fraxinus excelsior (Alno-Padion, Alnion incanae, Salicion albae).
La baza desemnării sitului se află mai multe specii protejate:
- păsări (1): pescăruș albastru (Alcedo atthis)
- mamifere (2): castor (Castor fiber), vidră de râu (Lutra lutra)
- pești (2): țipar (Misgurnus fossilis), boarță (Rhodeus sericeus amarus)

Pe lângă speciile protejate, pe teritoriul sitului au mai fost identificate 11 specii de plante.